# Павел Тонков
Павел Сергејевич Тонков (рус. Павел Сергеевич Тонков; 9. фебруар 1969) је бивши руски професионални бициклиста у периоду од 1992. до 2005. Највећи успјех остварио је 1996. када је освојио Ђиро д’Италију. Наредне двије сезоне је освајао друго мјесто на Ђиру, док је подијум освојио и на Вуелта а Еспањи, треће мјесто 2000. Тур де Франс је возио три пута, али ниједном га није завршио.

## Јуниорска каријера
Павел Тонков је имао успјешну јуниорску каријеру, на свјетском првенству 1987. освојио је друго мјесто у вожњи на хронометар, а недељу дана касније, освојио је свјетско јуниорско првенство у друмској вожњи. 1988. освојио је трку Хасен у Њемачкој и друго мјесто на Туру Југославије. 1989. је освојио национално првенство за јуниоре и трку око Словачке (словен. Okolo Slovenska).
1990. је освојио етапу на Туру Британије, а 1991. освојио је Вуелта Чиле трку.

## Професионална каријера

### 1992 — 1996
Професионалну каријеру почео је 1992. и прве сезоне је освојио седмо мјесто на Ђиро д’Италији и класификацију за најбољег младог возача. Сезону је завршио 14 мјестом на Ђиро ди Ломбардији. 1993. је освојио пето мјесто на Ђиро д’Италији и по други пут класификацију за најбољег младог возача. Након Ђира, освојио је четврту етапу на Туру Швајцарске, дугу 212 километра, вожену од Берна до Вауда. То му је била једина побједа у сезони.
1994. је освојио по етапу на тркама Миди—Либре и Сетимана сајклистика Ломбардија (итал. Settimana Ciclistica Lombarda), гдје је завршио на трећем мјесту у генералном пласману. На Ђиро д’Италији освојио је четврто мјесто, завршио је 11 минута иза побједника Евгенија Берзина, а испред њега су завршили још Марко Пантани и Мигел Индураин. Након Ђира, возио је Тур де Франс по први пут, али је морао да га напусти током етапе 13. Најбољи резултат било му је шесто мјесто на етапи 11.
1995. је завршио још једном у првих 10 на Ђиро д’Италији, завршио је на шестом мјесту, 11 минута и 31 секунду иза побједника Тонија Ромингера. Након Ђира, освојио је прву етапну трку у професионалној каријери, Тур Швајцарске, уз побједу на осмој етапи. Тур де Франс је морао да напусти током етапе 13. Након Тура, завршио је трећи на трци Ароса у Швајцарској и на 14 мјесту на Ђиро ди Ломбардији.
1996. је почео побједом на трци Монсерато у Италији, након чега је освојио друго мјесто на Ђиро дела Апенино трци и освојио је трку Сетимана сајклистика Ломбардија, уз три етапне побједе. На Ђиро д’Италији, Тонков је био један од главних фаворита, уз Евгенија Берзина и Абрахама Олана. На етапи 13, Тонков је напао на задњем успону, на 3 километра до циља, једино је Пјотр Угрјумов могао да га прати, али је отпао близу циља и Тонков је освојио етапу двије секунде испред Угрјумова и преузео је лидерску мајицу. На хронометру, на етапи 19, Олано је завршио други и дошао је другог мјеста у генералном пласману, секунду иза Тонкова. На етапи 20, Енрико Заина је напао на задњем успону и освојио етапу, Абрахам Олано је завршио четврти, секунду испред Тонкова и преузео је лидерску мајицу са 46 стотинки предности., али је вратио на наредној етапи и освојио је Ђиро. На етапи 21, задњој брдској, Заина је напао на предзадњем успону, на Мортиолу, Тонков, Угрјумов и Готи су пратили, док Олано није имао снаге. На задњем успону, Готи и Тонков су се одвојили и Готи је освојио етапу са три секунде испред Тонкова, Олано је завршио 2 минута и 56 секунди иза и пао је на треће мјесто. Тонков је преузео вођство и на задњој, равној етапи, сачувао предност и освојио Ђиро. Након Ђира, учествовао је на Олимпијским играма у Атланти, гдје је завршио друмску трку на 51 мјесту.

### 1997 — 2005
1997. је почео трећим мјестом на трци у Фуеналабради, након чега је освојио трку Ђиро дела Апенино и Тур Романдије. На Ђиро д’Италији, Тонков је освојио друго мјесто, минут и по иза Ивана Готија, уз три етапне побједе. Возио је Вуелта а Еспању по први пут, побиједио је на двије етапе, али није успио да је заврши. Сезону је завршио на петом мјесту у UCI рангирању.
1998. је освојио Ђиро дела Апенино по трећи пут и други пут Сетимана сајклистика Ломбардија трку, гдје је побиједио на двије етапе. На Ђиро д’Италији, освојио је још једном друго мјесто, уз побједу на етапи 18.
1999. је почео побједом на трци Бахл у Њемачкој, након чега је освојио друго мјесто на Ђиро дела Апенино трци. Одлучио је да пропусти Ђиро д’Италију, како би се спремио за Тур де Франс. На Туру је био јак у брдима, завршио је други на Алп ду Езу, на десетој етапи, али је Тур морао да напусти на етапи 17, то му је било задње учешће на Туру. Након неуспјеха на Тур де Франсу, возио је Вуелта а Еспању и освојио је четврто мјесто. Сезону је завршио 19 мјестом на Ђиро ди Ломбардији.
2000. је освојио друго мјесто на националном првенству и четврто на трци у Португалу. Вратио се на Ђиро д’Италију и завршио је на петом мјесту. На Вуелта а Еспањи је освојио треће мјесто, након чега је учествовао на Олимпијским играма у Сиднеју. Друмску трку је завршио на 29 мјесту.
2001. није остварио ниједну побједу, завршио је 16 на Лијеж—Бастоњ—Лијежу, трећи на класику Алпа и освојио је друго мјесто на Критеријуму Дофине. 2002. је завршио пети на Ђиро д’Италији, уз једну етапну побједу. Добру форму није поновио и на Вуелта а Еспањи, гдје је завршио на 67 мјесту.
2003. није остварио ниједну побједу, завршио је трећи на Ђиро дела Апенино трци, док је Ђиро д’Италију напустио током етапе 14. 2004. је завршио Ђиро д’Италију на 13 мјесту, уз побједу на етапи 17. Возио је и Вуелта а Еспању, али је напустио током етапе 12.
2005. освојио је трку Алкобендас у Шпанији, уз побједу на првој етапи. Завршио је осми на класику Наранко и девети на Ђиро дела Апенино трци. На крају сезоне завршио је каријеру.